# 截叶蓝刺头
截叶蓝刺头（学名：Echinops coriophyllus）为菊科蓝刺头属的植物，是中国的特有植物。分布在中国大陆的江苏省等地，常生于山坡，目前尚未由人工引种栽培。

## 别名
硬叶蓝刺头